# Hans Carl Artmann
Pour les articles homonymes, voir Artmann.
Hans Carl Artmann, né le 12 juin 1921 à Vienne et mort le 4 décembre 2000 dans la même ville, est un écrivain, poète, linguiste et traducteur autrichien.

## Œuvres traduites en français
- Le soleil était un œuf vert [« Die Sonne war ein grünes Ei»], trad. de Jacques Lajarrige, Montpellier, France, Éditions Grèges, 2011, 81 p.  (ISBN 978-2-915684-29-2)

## Prix et distinctions
- 1974 : Grand Prix d'État autrichien de littérature
- 1977 : Prix de la Ville de Vienne de littérature
- 1997 : Prix Georg Büchner